# エレクトレナイ
エレクトレナイ（リトアニア語: Elektrėnai）は、リトアニア・ヴィリニュス郡の都市で、2000年以降エレクトレナイ基礎自治体の中心都市である。リトアニアの二大都市、ヴィリニュスとカウナスのほぼ中間に位置する。

## 歴史

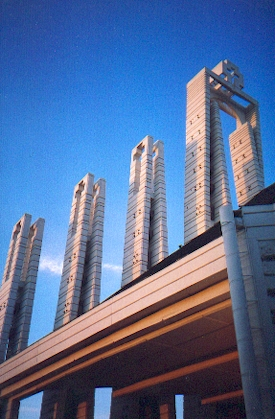
エレクトレナイの教会

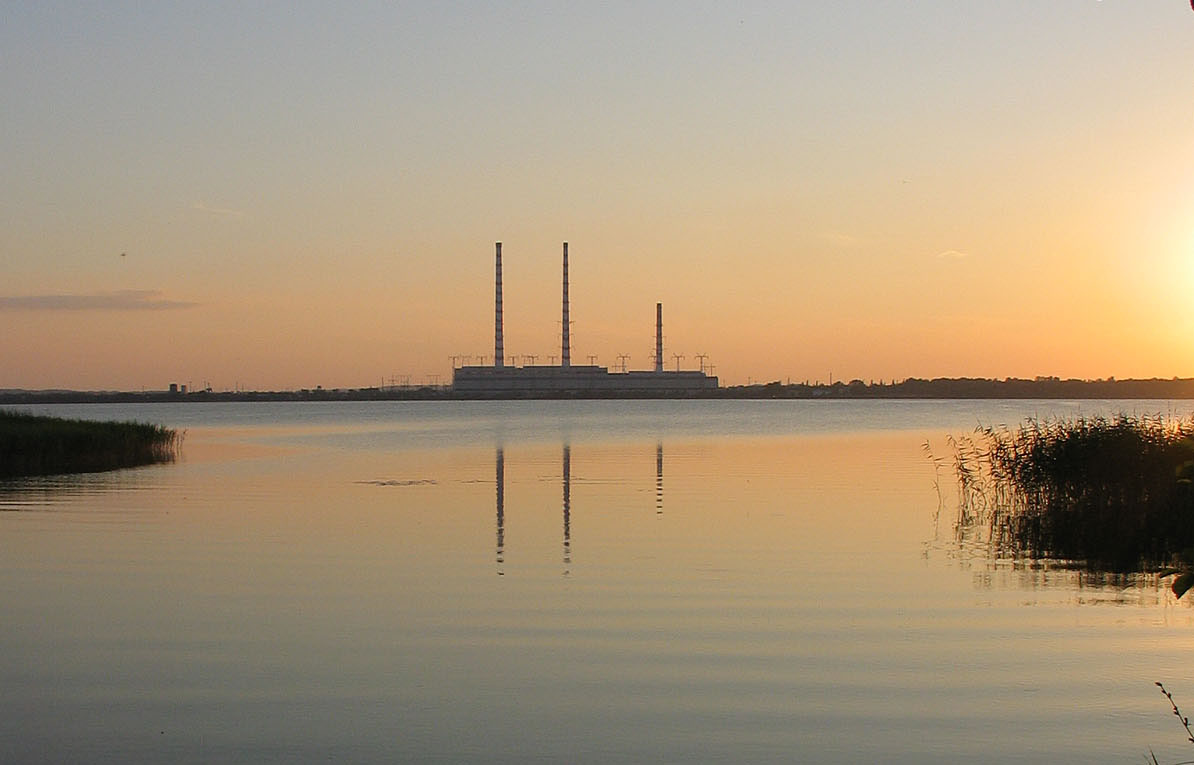
エレクトレナイの人工湖と発電所

エレクトレナイはリトアニアで最も近年に創設された街の一つで、ソビエト連邦時代に発電所の労働者の居住地として作られた。街の名称も発電所を意味するエレクトリネ (elektrinė) に由来する。街の建物はほとんどがソ連時代に計画的に作られた単一的で巨大なもので、歴史的な建物はまったくない。この街は、発電所の冷却用に作られた人工湖の近くに位置している。この人工湖の水温は、周辺の湖に比べて数度温かい。

## アイスホッケー
エレクトレナイはアイスホッケーで有名で、一時期、市内にあるエレクトレナイ・アイス会館は、リトアニアで唯一の巨大アイスリンクであった。アイスホッケーリトアニア代表選手の多くを輩出しており、ダリュス・カスパライティスやダイニュス・ズブルスといったNHL選手も輩出している。市内にはホッケーチーム「エネルギヤ」もある。